# Anas Ouahim
Anas Ouahim (Leverkusen, 23 settembre 1997) è un calciatore tedesco naturalizzato marocchino, centrocampista del Sydney FC.

## Carriera

### Club
Nato in Germania da genitori di origini marocchine, è cresciuto nel settore giovanile del Colonia. Ha esordito in prima squadra il 26 novembre 2017 disputando l'incontro di Bundesliga perso per 0-2 contro l'Hertha Berlino.

### Nazionale
Ha giocato con la nazionale Under-23 del Marocco.

## Statistiche

### Presenze e reti nei club
Statistiche aggiornate al 20 marzo 2022.
| Stagione          | Squadra           | Campionato        | Campionato | Campionato | Coppe nazionali | Coppe nazionali | Coppe nazionali | Coppe continentali | Coppe continentali | Coppe continentali | Altre coppe | Altre coppe | Altre coppe | Totale | Totale |
| Stagione          | Squadra           | Comp              | Pres       | Reti       | Comp            | Pres            | Reti            | Comp               | Pres               | Reti               | Comp        | Pres        | Reti        | Pres   | Reti   |
| ----------------- | ----------------- | ----------------- | ---------- | ---------- | --------------- | --------------- | --------------- | ------------------ | ------------------ | ------------------ | ----------- | ----------- | ----------- | ------ | ------ |
| 2016-2017         | Colonia II        | RL                | 28         | 3          |                 | -               | -               |                    | -                  | -                  |             | -           | -           | 28     | 3      |
| 2017-2018         | Colonia II        | RL                | 25         | 8          |                 | -               | -               |                    | -                  | -                  |             | -           | -           | 25     | 8      |
| Totale Colonia II | Totale Colonia II | Totale Colonia II | 53         | 11         |                 | -               | -               |                    | -                  | -                  |             | -           | -           | 53     | 11     |
| 2017-2018         | Colonia           | BL                | 1          | 0          | CG              | 0               | 0               | UEL                | 1                  | 0                  |             | -           | -           | 2      | 0      |
| 2018-2019         | Osnabrück         | 3L                | 33         | 2          |                 | -               | -               |                    | -                  | -                  |             | -           | -           | 33     | 2      |
| 2019-2020         | Osnabrück         | 2L                | 25         | 3          | CG              | 1               | 0               |                    | -                  | -                  |             | -           | -           | 26     | 3      |
| Totale Osnabrück  | Totale Osnabrück  | Totale Osnabrück  | 58         | 5          |                 | 1               | 0               |                    | -                  | -                  |             | -           | -           | 59     | 5      |
| 2020-gen. 2021    | Sandhausen        | 2L                | 11         | 0          | CG              | 1               | 0               |                    | -                  | -                  |             | -           | -           | 12     | 0      |
| gen.-giu. 2021    | Kaiserslautern    | 3L                | 16         | 0          | CG              | -               | -               |                    | -                  | -                  |             | -           | -           | 16     | 0      |
| 2021-gen. 2022    | Sandhausen        | 2L                | 5          | 0          | CG              | 0               | 0               |                    | -                  | -                  |             | -           | -           | 5      | 0      |
| Totale Sandhausen | Totale Sandhausen | Totale Sandhausen | 16         | 0          |                 | 1               | 0               |                    | -                  | -                  |             | -           | -           | 17     | 0      |
| gen.-giu. 2022    | Heracles Almelo   | ED                | 10         | 3          | CO              | -               | -               |                    | -                  | -                  |             | -           | -           | 5      | 0      |
| Totale carriera   | Totale carriera   | Totale carriera   | 154        | 19         |                 | 2               | 0               |                    | 1                  | 0                  |             | -           | -           | 152    | 16     |

## Palmarès

### Club

#### Competizioni nazionali
- 3. Liga: 1

Osnabrück: 2018-2019
- Eerste Divisie: 1

Heracles Almelo: 2022-2023